# Munksjö
Munksjö Group (ранее Munksjö AB) — шведская целлюлозно-бумажная компания со штаб-квартирой в Стокгольме. Финская компания Munksjö Oyj являлась дочерней компанией Munksjö. В 2013 году произошло слияние бизнес-подразделения Ahlstrom Label and Processing и Munksjö AB. Так Munksjö Oyj появилась в Финляндии и была зарегистрирована на Хельсинкской фондовой бирже. Головной офис компания Munksjö Oyj находился в Хельсинки. В 2017 году Munksjö объединился с финской волоконно-оптической компанией Ahlstrom и появилась Ahlstrom-Munksjö. У Munksjö было четыре направления деятельности: Decor производит декоративную бумагу, Release Liners производила антиадгезионную бумагу и другую специальную бумагу с покрытием и целлюлозу, Graphics and Packaging производила гибкую упаковочную бумагу, бумагу с металлическим покрытием, а также графическую и промышленную бумагу, а Industrial Applications производила абразивную и изоляционную бумагу для промышленности и другую специальную бумагу.